# Phacidium taxicola
Phacidium taxicola är en svampart som beskrevs av Dearn. & House 1926. Phacidium taxicola ingår i släktet Phacidium och familjen Phacidiaceae.   Inga underarter finns listade i Catalogue of Life.